# Psychotria coussareoides
Psychotria coussareoides är en måreväxtart som beskrevs av Paul Carpenter Standley. Psychotria coussareoides ingår i släktet Psychotria och familjen måreväxter. Inga underarter finns listade i Catalogue of Life.